# Fronteira Itália–Vaticano
A fronteira entre Itália e Vaticano é a linha que limita os territórios da Itália e do Vaticano, em Roma. É a segunda mais curta fronteira internacional terrestre do mundo no total entre dois estados, apenas suplantada pela fronteira de Gibraltar.
O território do Vaticano é definido no anexo I do tratado de Latrão de 1929. Fica na colina do Vaticano, no noroeste de Roma, enclave no rione (bairro) do Borgo (burgo medieval), do qual fazia parte até 1929. Conforme o artigo 5 do tratado estipula: « A Santa Sé procurará fechar o acesso, colocando vedações nas partes abertas [da fronteira], salvo na Praça de São Pedro. », o traçado é o dos muros primitivos que fecham a cidade do Vaticano e que datam parcialmente do pontificado do Papa Leão IV (847-855). A leste, a fronteira passa na fachada exterior das colunatas de Bernini englobando a Praça de São Pedro, onde a segurança em caso de incidente é responsabilidade da polícia italiana.

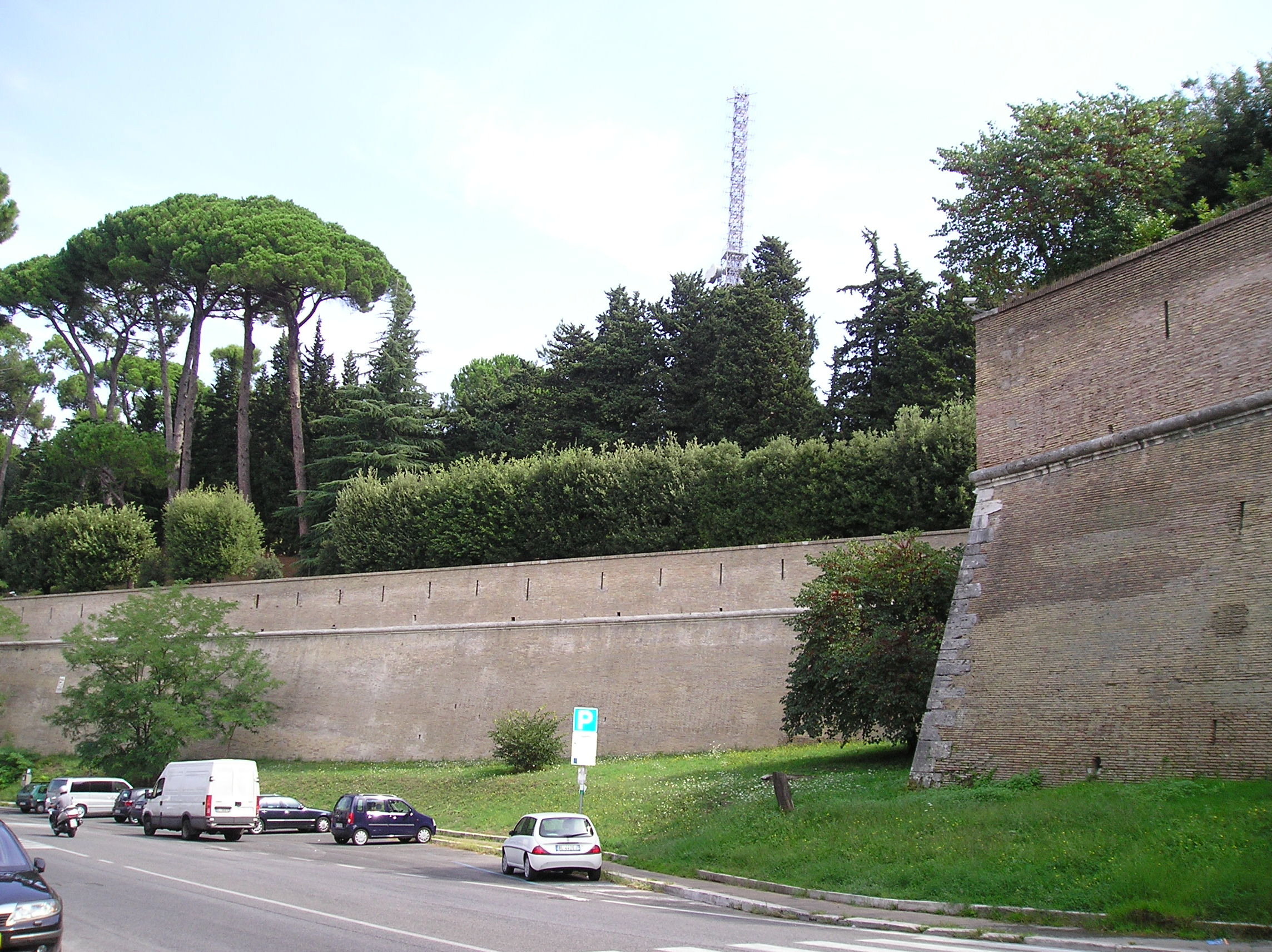
Muro da fronteira Itália-Vaticano, visto do lado italiano. Atrás os Jardins do Vaticano.

A Basílica de São Pedro é livremente acessível pela praça. A fronteira tem cinco pontos de acesso:
- a porta de bronze, na entrada do palácio pontifício;
- o Arco dos Sinos, frente à basílica;
- a entrada da sala de audiências, perto do Palácio do Santo Ofício;
- a Porta de Santa Ana, na via di Porta Angelica;
- a entrada dos Museus do Vaticano, na viale Vaticano, mais a norte.